# Nokia Lumia 505
El Nokia Lumia 505 és un telèfon intel·ligent desenvolupat per Nokia que executa el sistema operatiu de Microsoft Windows Phone 7.8. Va ser anunciat al desembre de 2012, com un dispositiu exclusiu de Telcel i va estar disponible a principis de gener de 2013 a Mèxic. A finals del gener de 2013 es va anunciar que el Lumia 505 també estaria disponible a Colòmbia, Xile i Perú Claro Americas. Va ser exclusiu del mercat d'Amèrica Llatina i no va ser anunciat ni llançat per a cap altre mercat.

## Característiques principals
Les característiques principals del Lumia 505 són:
- Pantalla tàctil de 3.7in 800x480 AMOLED 252 PPI i Corning Gorilla Glass
- Càmera de 8 MP
- Gravació de vídeo i fotos VGA

## Relació amb el Lumia 510
El Lumia 505 és un dispositiu germà exclusiu del mercat als llançaments mundials Lumia 510 i comparteix una sèrie d'especificacions amb el Lumia 510, incloent-hi la utilització del mateix processador Qualcomm Snapdragon a 800 MHz i només té 256 MB de RAM i una memòria flaix interna de 4 GB. El Lumia 505, però, té un disseny lleugerament diferent, amb un menor pantalla de 3,7 polzades AMOLED (conta una pantalla LCD de 4.4 polzades sobre el Lumia 510), durada de la bateria més curta de 7,2 hores (contra 8.3 hores) i major resolució de càmera de 8 megapíxels (contra una càmera de 5 megapíxeles). El Lumia 505 també està disponible en un color diferent del Lumia 510 amb el Lumia 505 disponible en Magenta, Negre i Vermell i el Lumia 510 està disponible en Negre, Blanc, Vermell, Cian i Groc.

## Disponibilitat
Originalment El mòbil fou comercialitzat en exclusiva per Telcel a Mèxic a principis de 2013 com a transportista exclusiu per un preu de 3.499 MXN sense contracte. A finals del gener de 2013 es va anunciar que el telèfon també estaria disponible a Colòmbia, Xile i Perú Claro Americas convertint-se en exclusiu del mercat d'Amèrica Llatina.